# Sovjetunionens politbureau
Sovjetunionens politbureau (russisk: Политбюро, tr. Politbjuro, fork. politisk bureau) var 1917-1952 og 1966-1991 det ledende udvalg i Sovjetunionens kommunistiske partis centralkomité. Politbureauet vælges af centralkomiteen, som det står til ansvar overfor. Det er politbureauet partiets mest magtfulde forum.
Politburauet blev oprettet af bolsjevikkerne kort før oktoberrevolutionen i 1917. Det bestod af Lenin, Kamenev , Zinovjev, Trotskij, Stalin, Sokolnikov og Bubnov. På kommunistpartiets kongres i 1919 blev politbureauet formelt et af partiets organer. Det blev i 1952-1966 afløst af Centralkomiteens Præsidium, som igen afskaffedes af Boris Jeltsin. Politbureauet bestod af 16 medlemmer og syv kandidater (uden stemmeret) og fungerede flere gange som Sovjetunionens højeste myndighed.
Betegnelsen politbureau bruges desuden om andre kommunistiske partiers ledende organer.